# Színtársulat
A színházi társulat vagy színtársulat, tágabb értelemben valamely színház teljes személyzetét, szűkebb értelemben a színházhoz szerződtetett színészek együttesét jelenti. Nem jogi kategória. Az a mód, azok az elemek határoznak meg egy színházat, ahogyan az alaptörténetet értelmezi és a színpadra állítja a rendező, a színész. A különböző társulatok kialakítják a saját színházi stílusukat és ennek megfelelően a történetmesélési módjukat is.
Nem színházi értelemben a magyar nyelvhasználatban nem eléggé megállapodott jelentésű szó, amellyel az alkalmi társaságokat (kereskedelmi társaságokat, alkalmi egyesüléseket) jelöljük meg.

## Szervezeti felépítésük
A színtársulatokat a szükségleteiknek megfelelő módon szervezik. Szervezeti felépítésük függhet az intézmény nagyságától és típusától (pl. állandó-, ideiglenes-, és vándortársulatok), az előadásmód szakmai megközelítésétől, és a tulajdonosi formától (állami, önkormányzati, magán stb. üzemeltetésű) is, mégis, a legtöbb színház felépítése - kisebb nagyobb eltérésekkel - hasonló.
- A legfelső szinten a főigazgató vagy színigazgató (valamely színház vezetője, a társulat üzleti ügyeit intézi) és a művészeti igazgató (a társulat látásmódját, elképzelt célját képviseli) állnak. A főigazgatónak a titkár(ság) segédkezik.

Az igazgató közvetlen irányítása alatt áll:
- produkciós vezető
- gazdasági igazgató
- műszaki vezető
- igazgatói titkár (ügyviteli alkalmazott)
- művészeti programvezető (stratégiai)
- A szervezeti létra középső fokain az ügyvezető, vagy gazdasági igazgató (a pénzügyekért felel), marketing vagy produkciós igazgató és az a üzemeltetési, műszakért felelős vezetők állnak, akik a művészi testülettel szorosan együtt dolgoznak az egyes produkciók anyagi forrásaival kapcsolatos dolgokon.

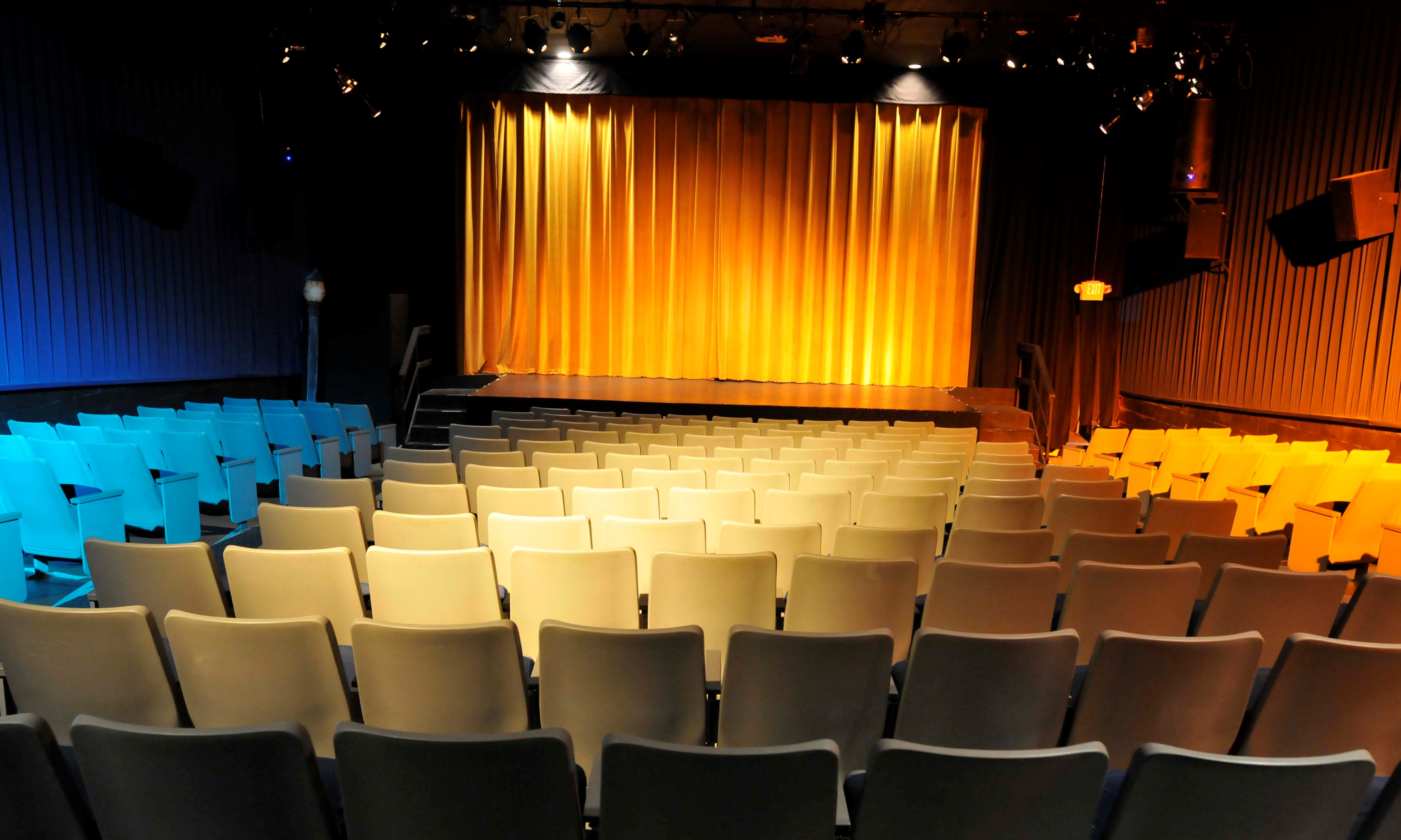

A produkciós vezető közvetlen irányítása alatt áll:
- művészeti programvezető (szakmai)
- művészeti főtitkár
- marketingvezető
- produkciós asszisztens
A gazdasági igazgató közvetlen irányítása alatt áll:
- gazdasági csoport
A műszaki vezető közvetlen irányítása alatt áll:
- üzemeltetési vezető
- színpadi tárak
- műhelyek
- műszaki ügyintéző

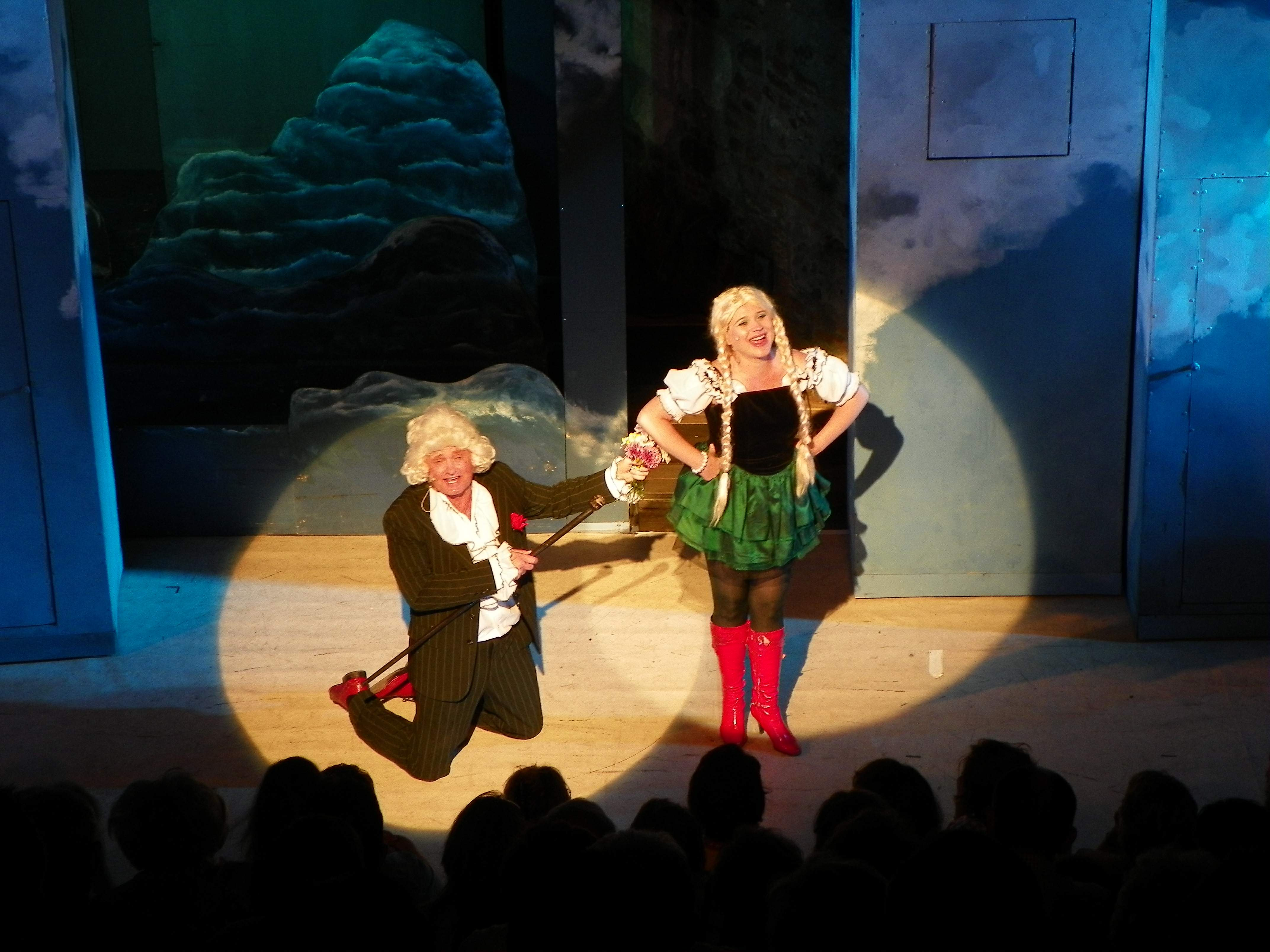
Az Esztergomi Várszínház előadása

- A programigazgatók, produkciós menedzserek állnak a döntéshozatal következő fokán. Közvetlen munkatársuk, a művészeti főtitkár (szervezeti egység vezetője) feladata a műsorterv alapján a produkciókkal kapcsolatos szerzői jogok ügyintézése, az évadterveknek megfelelően a napi, heti és havi munkamenet vezetése, koordinálása, a szereposztások hivatalos közlése, a szakmai feladatok teljesítésének igazolása, a művészeti állomány eltávozási engedélyeinek kiadása az igazgató felhatalmazása esetén, valamint a kiadott engedélyek nyilvántartása.
- A színház szűk értelemben vett társulata a színészekből tevődik össze. Továbbá a rendezők, jelmez- és díszlettervezők, dramaturgok, zenei munkatársak, koreográfusok, ügyelők, súgók (produkciós vezetés) segítenek az előadások megvalósításában. A színházi próbák alatt a fő vezetői szerepeket a színpadi menedzserek, produkciós menedzserek, és a színi igazgató töltik be. Jelmez-raktár (Radio City Music Hall, Manhattan, New York City)

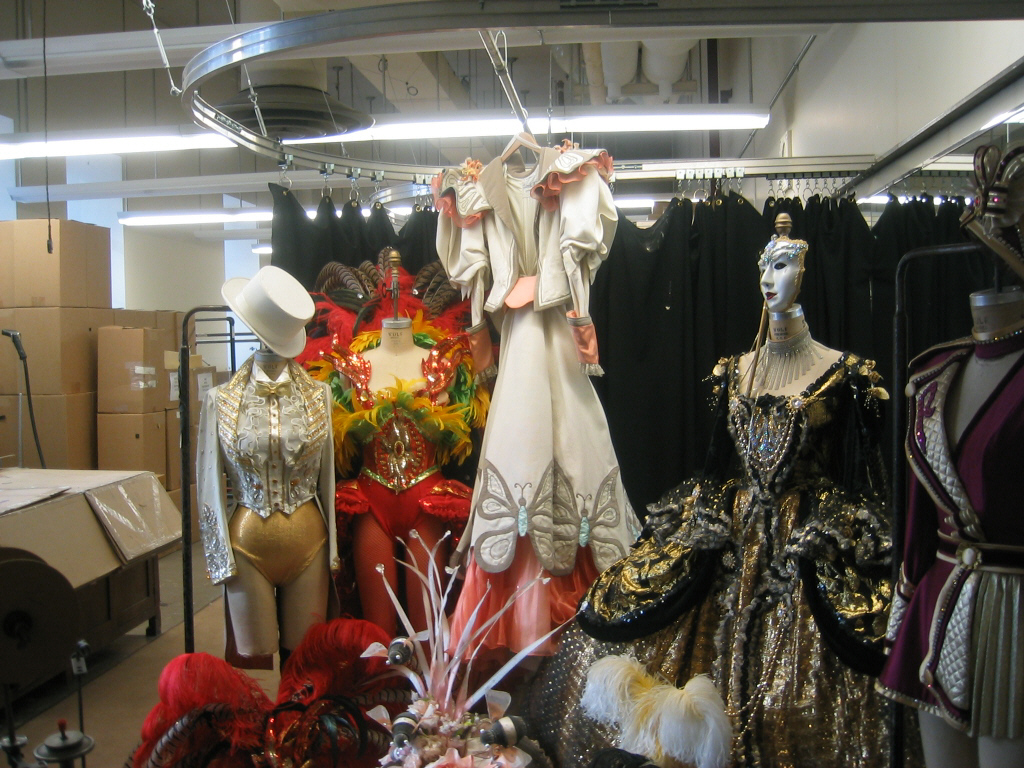
Jelmez-raktár (Radio City Music Hall, Manhattan, New York City)

- Az előadások zavartalan és sikeres lebonyolításához járulnak hozzá továbbá:

- A színpadi tárak, műhelyek dolgozói: a színpadtechnika, kellékek, díszletezés, hang-, fénytechnika, a jelmezkészítés munkatársai, és az öltöztetők; Üzemeltetési csoport: karbantartó, gépész, vízvezeték szerelő, villanyszerelő (műszaki vezetés)
- Szervezési csoport: közönségszervezők, jegypénztáros, nézőtéri felügyelő; Marketing és sajtó csoport: marketing asszisztens, sajtó referens, grafikus; Asszisztensek, koordinátorok (produkciós vezetés)
- Gazdasági csoport: főkönyvi könyvelő, főpénztáros, bér-munkaügyi előadó, pénzügyi előadó (gazdasági vezetőség)
- Egyéb: ruhatáros, büfés, takarító személyzet, informatikai háttér stb.

### Tagoltság funkciói, szerepe egy produkció létrehozásában
Minden színház élén az igazgató(ság) áll, mely kisebb társulatoknál egy személy, nagyobb színházaknál a Színház igazgatójának helyettese is van esetleg, sok állami színháznál pedig az intendáns (felügyelő) van föléje helyezve. Amennyiben a művészeti igazgató külön személy, az ő javaslatára kerülhetnek megvitatásra a produkciók, a főigazgatóval közösen határozzák meg az egyes előadások  időpontját és elkezdik szervezni a meghallgatásokat, az előadással kapcsolatos értekezleteket, próbákat és az előadások időrendjét, stb., miután megtörtént az egyeztetés a középvezetőkkel (gazdasági illetve pénzügyekért felelős, marketing és műszaki felelős vezetőkkel, vagy kisebb színtársulatok esetén akár az egész társulat bevonásával). Ezután kezdődik az egyeztetés az operatív teendőkről.
A produkciós vezető - az igazgató szakmai, működési és stratégiai kérdésekben közvetlen munkatársa - összehangolja, koordinálja és biztosítja a művészeti titkárság, a szervezési csoport, marketing és sajtó csoport munkáját, felügyeli működésüket, meghatározza a feladat- és hatásköröket, értékeli és minősíti a beosztottjai munkáját, a művészeti programvezető és program koordinátor közreműködésével. A műszaki vezető - az intézmény tevékenységének gyakorlati lebonyolításában és az intézmény épületének, épületeinek üzemeltetésében  az igazgató közvetlen munkatársa - az intézményben folyó műszaki tevékenység operatív irányítója. Közvetlenül irányítja a színpadi tárak és a műhelyek munkáját, vezetőként együttműködik az üzemeltetési vezetővel. A műszaki feladatok megoldásának gazdasági kérdéseiben is szorosan együttműködik a gazdasági igazgatóval, valamint a gyakorlati kivitelezés tekintetében produkciós vezetővel. Az műszaki vezető (mint a szervezeti egység vezetője) továbbá irányítja a ház karbantartási munkáit, koordinálja a garanciális javításokat, figyelemmel kíséri az ezzel kapcsolatos szerződéseket, előkészíti az üzemeltetéshez köthető külső szolgáltatói és egyéb szerződéseket és azok megvalósulását. Kiemelt feladata a vagyonvédelem, melynek kapcsán ellátja a színház épületének, díszletraktárának és az itt elhelyezett felszerelési tárgyak őrzését, gondozását. A napi ügymenetben a műszaki ügyintéző (ügyviteli alkalmazott) segíti munkáját.
Ezután a marketingvezető feladata a színház marketingstratégiájának megtervezése, az egyes marketing mix elemek színház specifikus definiálása, összehangolása, teljes koordinálása, irányítása (termék, ár, csatorna, kommunikáció, emberi tényező, tárgyi elemek, folyamat). A produkciós-, a szervezési-, a gazdasági-, a művészeti- és a közművelődési tevékenységek stratégiai és operatív szintű együttműködésének irányítása a marketingfunkció oldaláról. A szervezési csoport feladata a színházi előadásokhoz kapcsolódó bérlet és jegyértékesítés lebonyolítása. Előadások népszerűsítése, közönségszervezés, továbbá az előadások alatt a nézőforgalmi területek felügyelete. Az előadásokhoz szükséges további személyzet feladata a színházi előadások, próbák műszaki kiszolgálása, a produkciók létrehozásához szükséges gyártási folyamatok segítése, jelmezek, díszletek, kellékek, színpadtechnikai eszközök szakszerű kezelése, működtetése, karbantartása és tárolása.
Az intézmény mindennapi működésében a gazdasági vezetés hatáskörébe a színház alapfeladatainak ellátáshoz szükséges bér-, munka- és szociális ügyek, statisztikai, vagyonkezelési, pénzkezelési feladatok, beszerzési, értékesítési elszámolások, jogdíj elszámolások, és az ezekkel kapcsolatos iratkezelés és dokumentumkezelés, kapcsolattartás a Magyar Államkincstár Regionális Igazgatóságával – alkalmazási iratok, személyi juttatások számfejtése és elszámolása, adózás, járulékfizetés és TB ellátások ügyei tartoznak. Illetve a szerződések megkötése, közbeszerzési eljárások előkészítése, lebonyolításban való részvétele, épület fenntartásával, beruházásokkal, felújításokkal kapcsolatos szerződések előkészítése, pályázatok pénzügyi elszámolása is a feladata.

## Történeti áttekintés
A színtársulatok kialakulása nem egy időben történt a színjátszás kialakulásával, de szerves részét képezi fejlődéstörténetének az ősdráma kialakulásától napjainkig. Eleinte még - részben a technikai, részben civilizációs okokból - nem volt ilyen kiterjedt és strukturált (görög-római, reneszánsz színház), mint amit a mai kor a Shakespeare-i színház óta, és a hivatalos színházak megszületésével megkövetel. Bár az "ősi formát" helyenként (pl. keleti kultúrák színházai, vallásos előadásformák) ma is föllelhetjük.